# Vladimír Stibor
Vladimír Stibor (* 25. února 1959) je český básník, spisovatel, knižní editor, novinář a fotograf a cestovatel.

## Život

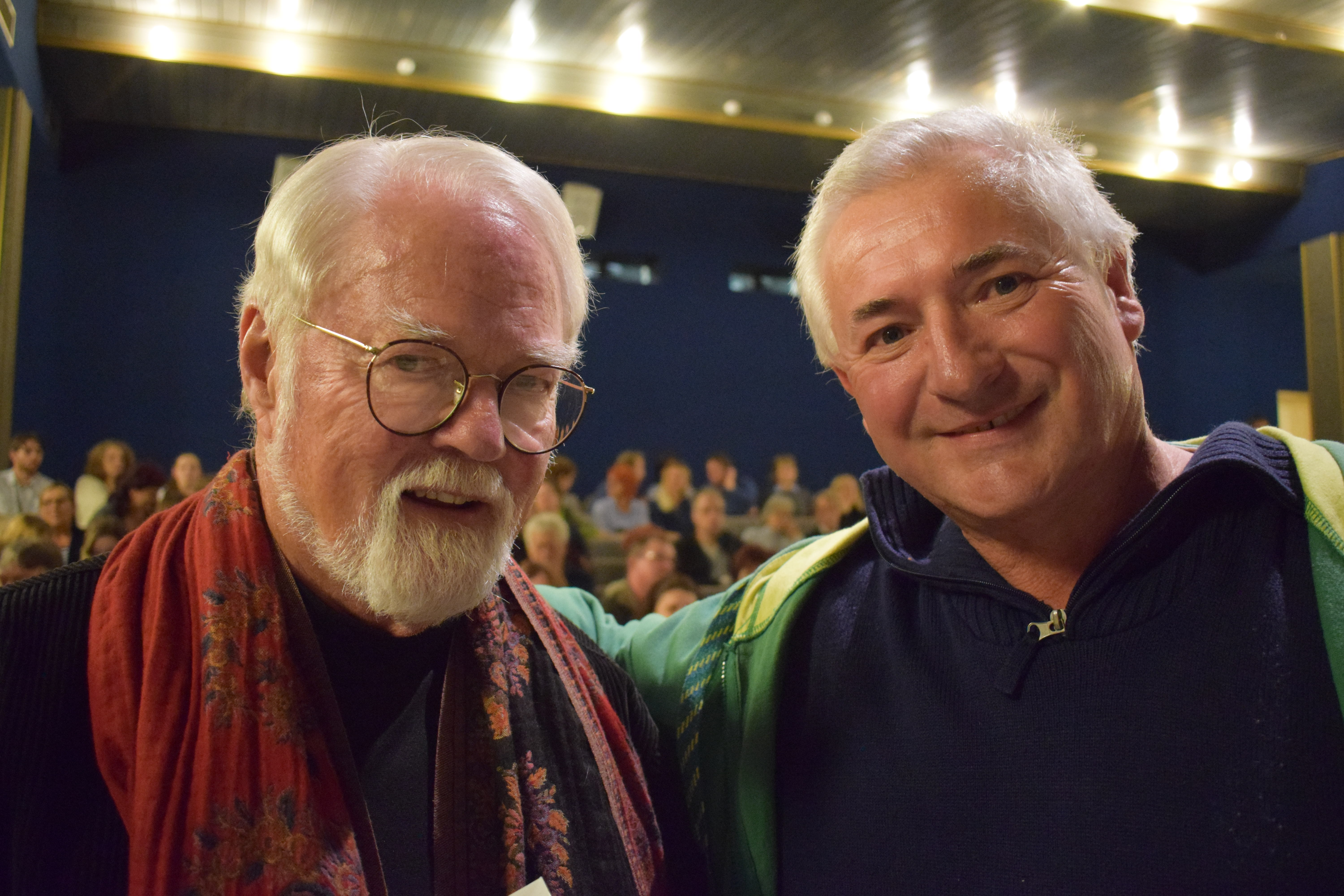
S přítelem z Texasu…

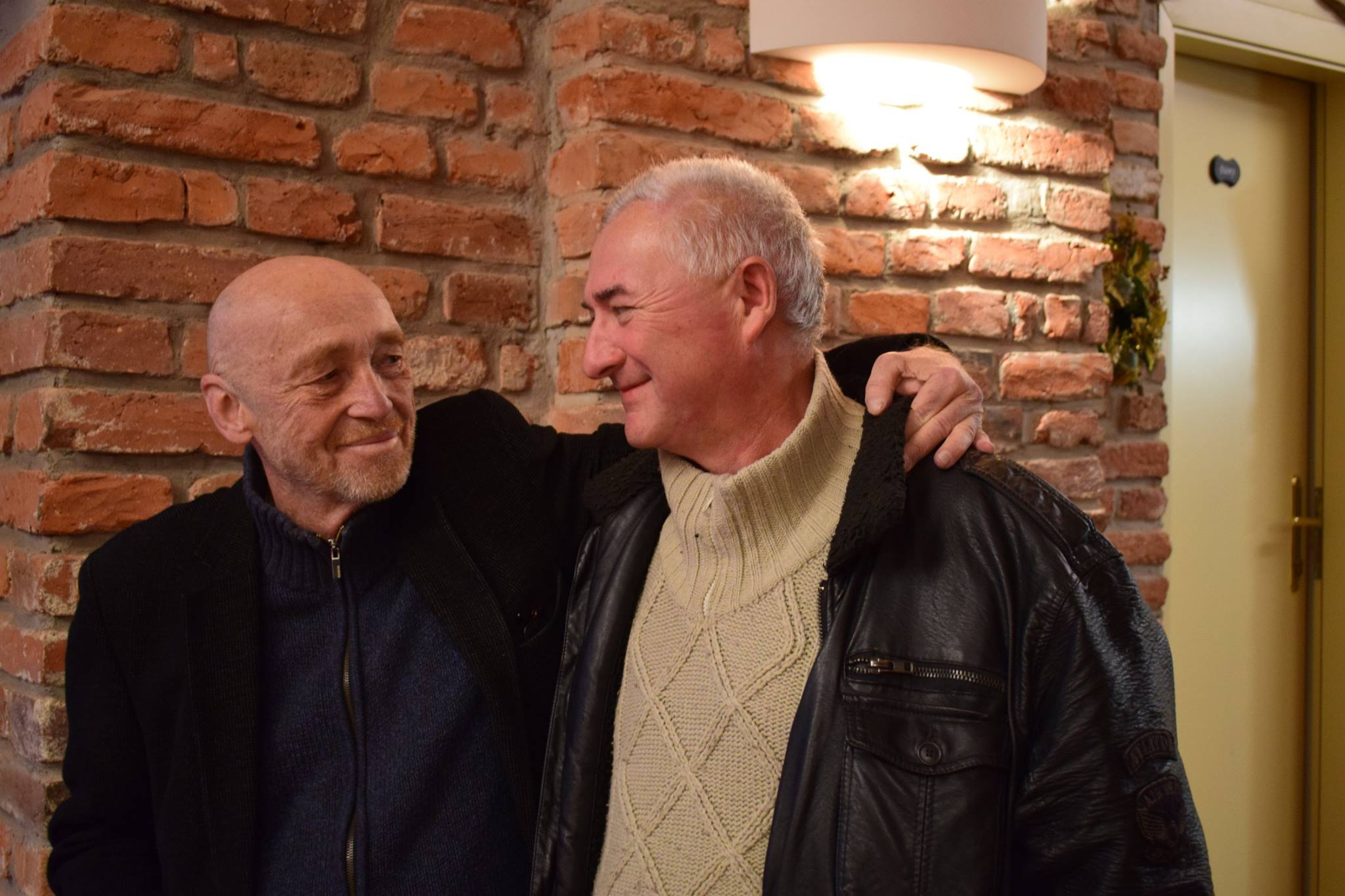
S českým básníkem Lubomírem Brožkem

Narodil se 25. února 1959 v Benešově u Prahy. Léta 1977 se vyučil knihkupcem v Luhačovicích, poté vystudoval dálkově gymnázium v Praze v roce 1984. Vydal dvacet pět sbírek poezie; poslední z nich Stébla sopečného původu, vyšla v roce 2025. Podílel se na vzniku sedmnácti celostátních básnických almanachů jako editor i autorsky. O rodném kraji Sedlčanska a Petrovicka vydal několik sborníků; je též autorem čtyř knížek drobných próz. Od roku 2002 je členem Obce spisovatelů. Má dvě dcery a syna. Alena Stiborová je ilustrátorkou většiny jeho knih.

### Básnické sbírky
- 1999 Zpráva o zranitelnosti lidí – autorův básnický debut
- 2000 Trhání hořců
- 2002 Zpráva o křehkosti slov – přírodní a intimní lyrika
- 2003 O dlani jménem Nemesis
- 2004 Krajina, v níž se nevyznám
- 2004 Odhad délky pochodu
- 2005 Návrat měsíčních vzducholodí
- 2006 Atrium z růžového pískovce
- 2006 Básně 2000-2006 (výběr z poezie)
- 2007 Proniklec
- 2008 Conquistadoři noci a jejich psi
- 2009 Jablko smírčího soudce
- 2009 Slunečník boha milování
- 2012 Divizny z kalvárie aneb Cesta k tvému ohništi
- 2013 Jeřabinové hory
- 2016 Lehké škrábnutí
- 2016 Vrhači stínů
- 2019 Dům u tekoucích vod
- 2019 Strážci příběhů[3] (spolu s Magdalenou Pokornou)
- 2020 Anděl strážný v karanténě (spolu s Magdalenou Pokornou)
- 2020 Polibky nepřátel (spolu s Františkou Vrbenskou)
- 2022 Šedesát tři podzimů
- 2023 Kameny cest (spolu s Ester Nowak)
- 2023 Nepijte z rozlitého
- 2025 Stébla sopečného původu

### Próza
- 2003 Řeka poutníků – povídky
- 2007 Modrý strom – povídky a fejetony
- 2010 Kniha aforismů a fejetonů, aneb, Nezbedárium
- Vydány čtyři sborníky o rodném kraji Sedlčanska a Petrovicka
- 2021 A nešlap do louží – povídky
- 2021 Malá kniha o odpuštění – Vladimír Stibor a kolektiv

### Bibliofilie
- 2013 Salome
- 2013 Přítoky řek Jana Křtitele
- 2014 Ticho ticha

### Almanachy české poezie
Jako editor i spolutvůrce.
- 2003 Slova nejsou tam, kde je vidíme
- 2004 Před hradbami noci
- 2005 Země, v níž se rozednívá
- 2006 Básníci z podkroví
- 2013 Schodiště příběhů
- 2013 Ptáci z podzemí
- 2014 Pastýři noci
- 2015 Rybáři odlivu; kniha obdržela Cenu Petra Jilemnického[4]
- 2016 Řezbáři stínů
- 2017 Řeka úsvitu
- 2018 Noc plná žen
- 2019 Delty domovů
- 2020 Cesta k hoře úsvitu
- 2021 Ohlední se, nezkameníš
- 2022 Chléb pouště
- 2023 Poslední místo u ohně
- 2024 Dvě minuty před pravdou

### Fotografické publikace
- 2021 Můj malý svět
- 2022 Cesty domova

### Fotografické knižní ilustrace
- 2020 Anděl strážný v karanténě
- 2021 A nešlap do louží
- 2021 Malá kniha o odpuštění